# Lord Aylesford (Stradivarius)

Le Lord Aylesford est un violoncelle construit en 1696 par le luthier italien Antonio Stradivari.
Il fut joué entre autres par les virtuoses Gregor Piatigorsky et János Starker.
Ce violoncelle exhibe des proportions inhabituelles. Il est encore plus grand que le Servais.
| Longueur                    | 79,4 cm |
| Largeur (partie supérieure) | 36,2 cm |
| Largeur (au centre)         | 25,5 cm |
| Largeur (partie inférieure) | 46,1 cm |

## Parcours
Voici le parcours connu de ce violoncelle.
| Interprète         | Depuis | Avéré en | Jusqu'en |
| ------------------ | ------ | -------- | -------- |
| Gregor Piatigorsky |        | 1946     |          |
| János Starker      | 1950   |          | 1965     |

| Propriétaire            | Depuis | Avéré en | Jusqu'en |
| ----------------------- | ------ | -------- | -------- |
| Felice de Giardini      |        | 1780     |          |
| Lord Aylesford          |        | 1902     |          |
| Gregor Piatigorsky      | 1946   |          | 1947     |
| Nippon Music Foundation |        | 2004     |          |

### Source
1. ↑  (en) Base de données sur les instruments à cordes anciens